# Bösleben-Wüllersleben
Bösleben-Wüllersleben ist eine Gemeinde im Ilm-Kreis in Thüringen in Deutschland.

## Geografie
Bösleben-Wüllersleben liegt etwa zehn Kilometer östlich von Arnstadt am Hessenbach. Die Gemeinde gehört der Verwaltungsgemeinschaft Riechheimer Berg an. Im südlichen Teil des Thüringer Beckens liegt Bösleben etwa 400 m über NN auf einem fruchtbaren Plateau. Das Große Holz vor Stadtilm ist eines der wenigen Waldgebiete in dieser vom Ackerbau geprägten Gegend. Zum Begriff -leben siehe hier.

### Nachbargemeinden
Im Uhrzeigersinn, beginnend im Norden: Alkersleben, Osthausen-Wülfershausen, Witzleben, Stadtilm, Arnstadt

### Gemeindegliederung

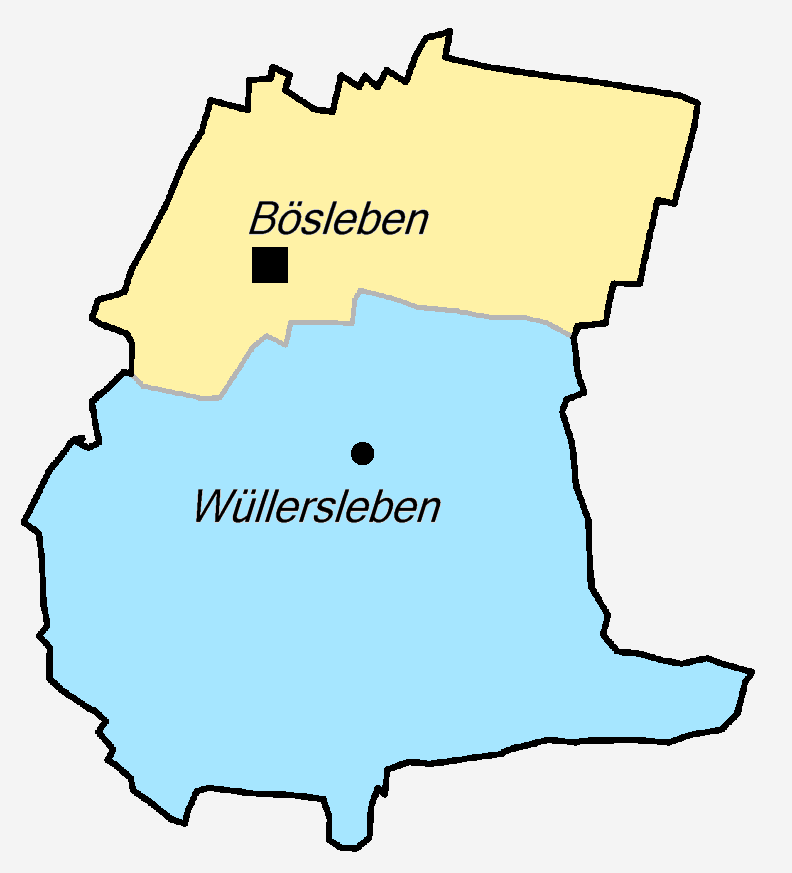
Gemeindegliederung

Bösleben-Wüllersleben entstand am 1. Januar 1967 durch die Zusammenlegung der zwei selbständigen Orte Bösleben mit etwa 400 Einwohnern und Wüllersleben mit rund 289 Einwohnern, welche heute Ortsteile sind.

## Geschichte

### Einwohnerentwicklung
Entwicklung der Einwohnerzahl:
| - 1843 – 718 - 1939 – 730 - 1989 – 715 - 2005 – 666 - 2010 – 625 - 2015 – 641 - 2020 – 632 |

Datenquelle: ab 1994 Thüringer Landesamt für Statistik – Werte vom 31. Dezember

## Politik

### Gemeinderat
Der Rat der Gemeinde Bösleben-Wüllersleben besteht aus 8 Ratsfrauen und Ratsherren. Nach der Kommunalwahl am 26. Mai 2019 ergibt sich die folgende Zusammensetzung:
- Feuerwehr Bösleben-Wüllersleben: 5 Sitze
- Wählergemeinschaft des Bauernverbandes Bösleben-Wüllersleben: 3 Sitze

### Bürgermeister
Der ehrenamtliche Bürgermeister ist seit dem 1. Juli 2022 Andreas Nitsch (parteilos). Zuvor war seit 1999 Matthias Wacker (Wählergemeinschaft des Bauernverbandes) im Amt.

## Wirtschaft und Infrastruktur

### Wasser und Abwasser
Die Aufgaben der Wasserversorgung und Abwasserbeseitigung wurden auf den Wasser-/Abwasserzweckverband Arnstadt und Umgebung übertragen.

## Kultur und Sehenswürdigkeiten

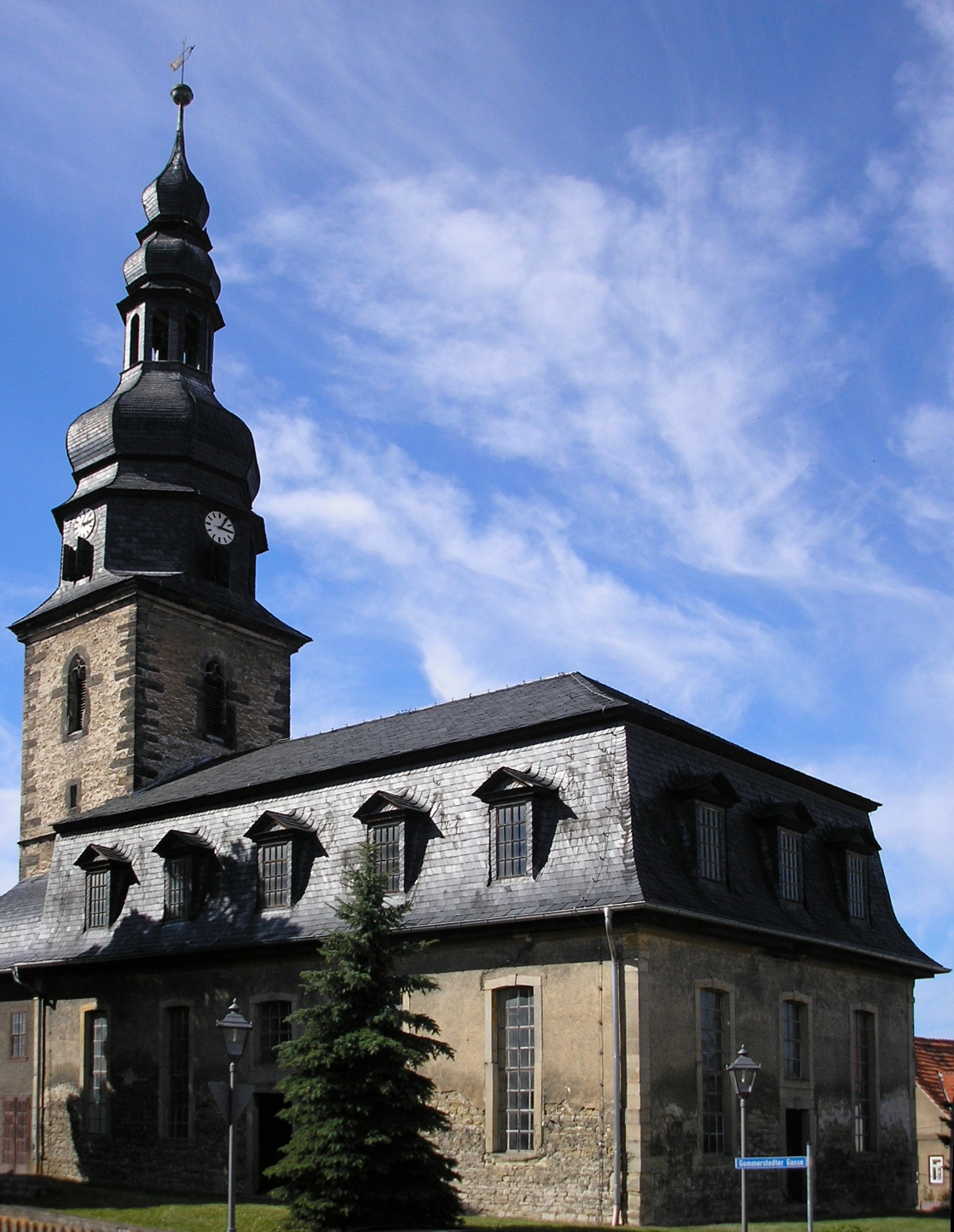
Kirche von Wüllersleben

### Bauwerke
- Windpark Wüllersleben
- Bürgerhaus Wüllersleben
- Jugendclub und Kegelbahn Bösleben
- Gommerstedt

### Parks und Erholung
- Abenteuerspielplatz in Wüllersleben
- Erholungspark mit Volleyballplatz in Bösleben